# جنگ یونان و ترکیه (۱۸۹۷)
جنگ ۱۸۹۷ یونان و ترکیه که جنگ سی روزه نیز نامیده می‌شود، برخوردی نظامی میان امپراتوری عثمانی و پادشاهی یونان بود. دلیل اصلی جنگ، تنش بر سر مسئلهٔ کرت بود که در قدیم بخشی از خاک اصلی یونان به حساب می‌آمد. نتیجه دخالت ابرقدرت‌های اروپایی پس از پایان جنگ، تأسیس ایالت کرت تحت نظر و تابعیت امپراتوری بود که شاهزاده یونانی، جرج، نخستین نماینده عالیرتبه این ایالت شد. این جنگ نخستین آزمایش قدرت نظامی یونان پس از جنگ استقلال این کشور در سال ۱۸۲۱ بود.

## تلفات جنگ
| -                  | یونان     | یونان   | عثمانی    | عثمانی  |
| ------------------ | --------- | ------- | --------- | ------- |
| -                  | فرماندهان | سربازان | فرماندهان | سربازان |
| کشته شده در نبرد   | ۳۲        | ۶۴۰     | ۵۲        | ۱٬۰۵۹   |
| زخمی شده در نبرد   | ۹۸        | ۲٬۳۸۳   | ۹۱        | ۳٬۲۳۸   |
| اسیر جنگی          | ۱         | ۲۵۲     | ۱         | ۱۵      |
| زخمی بیرون از نبرد | ۵         | ۳۳۷     | -         | -       |
| مجموعاً             | ۱۳۶       | ۳٬۶۱۲   | ۱۴۴       | ۴٬۳۱۲   |
| مجموع کلی          | ۳٬۷۴۸     | ۳٬۷۴۸   | ۴٬۴۵۶     | ۴٬۴۵۶   |